# Хронична бубрежна инсуфицијенција
Хронична бубрежна инсуфицијенција (ХБИ) је синдром који настаје као последица постепеног, прогресивног и иреверзибилног смањења гломерулске филтрације бубрега до коначног стадијума уремије. Карактерише се задржавањем уремијских токсина (уреје, креатининa, мокраћне киселине, фенола, индола и др), насталих углавном током метаболисања протеинa, променама у запремини и саставу телесних течности и електролита, као и дисбалансом многих хормонa.
Хронична бубрежна инсуфицијенција се најчешће јавља као компликација: шећерне болести (28%), хипертензије (25%), гломерулонефритиса (21%) и полицистична болест бубрега која се наслеђује аутозомно доминантно (4%). Свака хронична бубрежна болест која узрокује пропадање великог броја нефронa доводи до ХБИ.

## Клиничка слика
Симптоми и знаци ХБИ обично се не јављају док клиренс ендогеног креатинина не буде испод 30 мл у минути, када се смањује способност за рад болесника, јавља се анемија и неки метаболички поремећаји (ацидоза и поремећај фосфокалцемичног биланса). Гастроинтестинални симптоми (мука, гађење, повраћање, проливи) јављају се при клиренсу креатинина од 15 мл у минути, a неуролошки симптоми и кардиоваскуларна оштећења када падне на 10 мл у минути.
Клинички симптоми и знаци ХБИ су неспецифични и потичу од свих органа и система:
- Кардиоваскуларни поремећаји — хипертензија (повишен крвни притисак), перикардитис (запаљење срчане кесе), срчана инсуфицијенција.
- Гастроинтестинални поремећаји — губитак апетита, мука, повраћање, штуцање, подригивање, амонијакални задах из уста, запаљење једњака са отежаним гутањем, проливи и крв у столици.
- Неуролошке манифестације — умор, апатија, поспаност, смањена концентрација, агресивност, халуцинације, дезоријентација, различити степени поремећаја свести, све до коме. Периферна неуропатија манифестује се боловима у мишићима, грчевима у листовима ногу, трњењем, пецкањем и појавом синдрома немирних ногу.
- Хематолошки поремећаји — анемија, склоност крварењима и инфекцији.
- Кожне промене — сиво-жућкаста боја лица, дланова и табана, свраб који је толико изразит да доводи до несанице и психичких поремећаја.
- Ендокрини поремећаји — заостајање у расту, губитак либида, потенције, аменореја, стерилитет, секундарни хиперпаратиреоидизам који доводи до болова у зглобовима и мишићима, отежан ход.
- Очне манифестације — ретинопатија, конјунктивитис и кератитис.

## Дијагноза
Потребно је одредити дијагнозу основне болести, величину преостале функције бубрега, погоршавајућe факторе — инфекција, пролив, повраћање. Дијагноза ХБИ се поставља на основу анамнезе, прегледа и лабораторијских анализа — одређивање клиренса креатинина и јачине гломерулске филтрације.

## Лечење
У стадијуму снижене функције бубрега лечи се основна бубрежна болест и хипертензија. У стадијуму азотемије спроводи се умерен хипопротеински начин исхране, редовна контрола телесне тежине, ограничава се унос натријумa и калијумa, ацидоза се лечи натријум бикарбонатом, анемија препаратима гвожђа, a инфекције антибиотицима.
Временом долази до погоршања болести и њеног терминалног стадијума, када је неопходна дијализа или трансплантација бубрега.